# Krztusiec
Krztusiec (także "czarny kaszel", dawniej i potocznie nazwa koklusz) – ostra, bakteryjna choroba zakaźna układu oddechowego, charakteryzująca się nawracającymi napadami uporczywego kaszlu, niekiedy z bezdechem i zaburzeniami oddechowymi. Jest wywoływana przez Gram-ujemną pałeczkę krztuśca (Bordetella pertussis). Przechorowanie krztuśca pozostawia długotrwałą odporność organizmu, ale powtórne zachorowanie jest możliwe.

## Objawy
Okres wylęgania choroby wynosi zwykle 7-14, czasem do 20 dni. 
Objawy choroby:
- I faza choroby (faza kataralna – trwa ok. 2 tygodni): nieżyt dróg oddechowych, osłabienie, ból gardła, katar, suchy kaszel, zapalenie spojówek, stany podgorączkowe.
- II faza choroby (faza napadowego kaszlu – trwa ok. 10 tygodni): typowy, napadowy kaszel z bezdechami i krztuścowym „pianiem”,  na koniec wymioty.
- III faza choroby (faza zdrowienia – trwa ok. 2 tygodni lub dłużej). Kaszel stopniowo słabnie, ale z okresowym nasileniem przy dodatkowych infekcjach[3].

## Epidemiologia
Dawniej choroba była dość częsta, niejednokrotnie powodując nawet śmierć, obecnie występuje rzadko. Raport Światowej Organizacji Zdrowia wskazuje, że największa liczba zachorowań występuje w Australii, Indiach i Stanach Zjednoczonych (odpowiednio: 38 040, 35 217, 18 610 zachorowań w 2011 roku). Według oficjalnych raportów Zakładu Epidemiologii NIZP-PZH, w okresie od 1 stycznia do 15 lipca 2012 roku w Polsce zarejestrowano 2 743 zachorowania na krztusiec.
Według danych Narodowego Instytutu Zdrowia liczba zachorowań na krztusiec utrzymuje się na poziomie kilku tysięcy rocznie, przykładowo w roku 1998 liczba zachorowań wynosiła 2871, w 2004 zachorowało 2954 osób, w 2011 roku było to jedynie 1669 osób, rok później aż 4683 osoby. W latach kolejnych znów liczba ta oscylowała w okolicach 2 tys. – i liczyła 2182 chorych w 2013 i 2102 chorych w 2014 roku.

## Patomechanizm
Zakażenie pałeczkami krztuśca zapoczątkowuje inhalacja zakaźnego aerozolu. W przebiegu choroby dochodzi – podobnie jak w przypadku cholery – do modyfikacji białka G, a ściślej podjednostki α białka Gi. W efekcie zaburzone jest oddziaływanie receptora metabotropowego z białkiem G, odpowiedzialne za przekazywanie sygnałów komórkowych (toksyna cholery działa nieco inaczej – poprzez hamowanie hydrolizy GTP nie dopuszcza do obniżenia aktywności cyklazy adenylowej).

## Leczenie
Ponieważ przy ciężkim przebiegu choroby może okazać się konieczna wentylacja mechaniczna, dzieci do 6. miesiąca życia oraz dzieci powyżej 6. miesiąca, ale z chorobami przewlekłymi powinny być leczone w szpitalu posiadającym oddział intensywnej terapii.

### Leczenie objawowe
Leczenie objawowe obejmuje stosowanie:
- leki rozrzedzające i ułatwiające odkrztuszanie wydzieliny z dróg oddechowych
- nawadnianie
- właściwa pielęgnacja i odżywianie

### Leczenie farmakologiczne
Decydujące znaczenie ma leczenie farmakologiczne (leczenie przyczynowe). Stosowane są antybiotyki makrolidowe: azytromycyna, klarytromycyna. W przypadku ich nietolerancji można zastosować kotrimoksazol. Powrót do zdrowia jest ściśle zależny od szybkości i stopnia regeneracji nabłonka migawkowego dróg oddechowych.

## Profilaktyka
Osobom pozostającym w bezpośrednim kontakcie z chorym powinno się profilaktycznie zastosować antybiotyk makrolidowy.

### Szczepienia ochronne
W Polsce stosowane są szczepienia przeciw krztuścowi z zastosowaniem szczepionki skojarzonej Di-Per-Te, wraz z anatoksyną tężcową (tężec) i toksoidem błoniczym (błonica). Dzięki wprowadzonym w 1960 roku masowym szczepieniom zapadalność na krztusiec zmalała ponad 100-krotnie.
Są dwa rodzaje szczepionek:
- szczepionka, gdzie składnik krztuścowy jest pełnokomórkowy (skrót: DTwP) – czas uodpornienia 10-12 lat
- szczepionka, gdzie składnik krztuścowy jest bezkomórkowy (skrót: DTaP) – czas uodpornienia ok. 5 lat

Ze względu na zmniejszanie się z biegiem czasu poziomu odporności na krztusiec, po zakończonym pełnym uodpornieniu konieczne jest stosowania następnych dawek przypominających szczepionki (w 19. roku życia, a następnie co 10 lat).
Po podaniu szczepionki mogą wystąpić:
- lekkie i miejscowe odczyny poszczepienne (np. ból, obrzęk i zaczerwienienie w miejscu wkłucia)
- oraz ciężkie, niepożądane odczyny poszczepienne (NOP) – częstość występowania 1:10.000 szczepień
  - zespół hipotoniczno-reaktywny
  - drgawki gorączkowe
  - ciężkie reakcje alergiczne

Ciężkie, niepożądane odczyny poszczepienne mijają bez pozostawienia trwałych następstw. Ocenia się, że są 2-krotnie częstsze po szczepionkach pełnokomórkowych niż bezkomórkowych.

## Klasyfikacja ICD10
| kod ICD10     | nazwa choroby                                                                   |
| ------------- | ------------------------------------------------------------------------------- |
| ICD-10: A37   | Krztusiec                                                                       |
| ICD-10: A37.0 | Krztusiec wywołany przez pałeczkę krztuśca [Bordetella pertussis]               |
| ICD-10: A37.1 | Krztusiec wywołany przez pałeczkę krztuśca rzekomego [Bordetella parapertussis] |
| ICD-10: A37.8 | Krztusiec wywołany przez inne gatunki pałeczki krztuśca [Bordetella]            |
| ICD-10: A37.9 | Krztusiec, nieokreślony                                                         |